# RaiQuan Gray

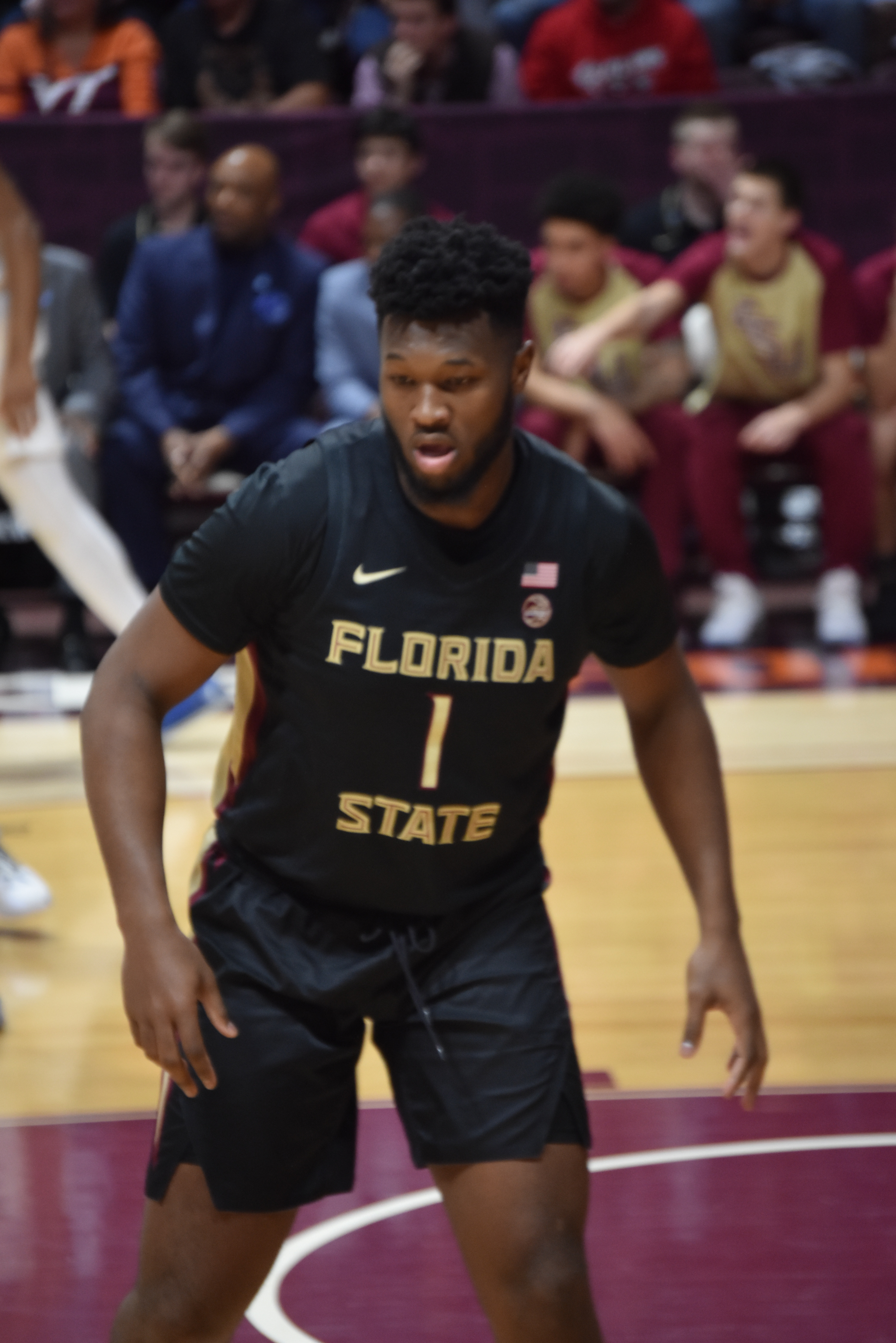
RaiQuan Gray, 2020.

RaiQuan Kelvan Gray, född 7 juli 1999 i Parkland i Florida, är en amerikansk professionell basketspelare (PF) som spelar för San Antonio Spurs i National Basketball Association (NBA). Han har tidigare spelat för Brooklyn Nets.
Gray draftades av Brooklyn Nets i andra rundan i 2021 års draft som 59:e spelare totalt.
Innan Gray blev proffs studerade han vid Florida State University och spelade för universitetets idrottsförening Florida State Seminoles.